# HD 47306
HD 47306，又名CP-52 953，SAO 234589、HR 2435，是一颗恒星，视星等为4.39，位于銀經261.93，銀緯-23.73，其B1900.0坐标为赤經6h 32m 46.3s，赤緯-52° -23.73′ 38″。